# Matrimoni homosexual

Matrimoni homosexual¹
Unions civils o parelles de fet
Reconeixement legal limitat (cohabitació no registrada, tutela legal)
Legislació o sentència judicial nacional vinculant que estableixi el matrimoni entre persones del mateix sexe, però que encara no estigui previst el matrimoni
País subjecte a una sentència judicial internacional per a reconèixer el matrimoni entre persones del mateix sexe
Matrimoni reconegut però no realitzat
Reconeixement limitat del matrimoni celebrat en algunes altres jurisdiccions (drets de residència per als cònjuges)
Unions homosexuals no reconegudes
----
Els cercles indiquen aplicacions locals o específiques.
¹Pot incloure lleis o decisions judicials que atorguen reconeixement legal però encara sense vigor.

El matrimoni homosexual és el matrimoni entre persones del mateix sexe, el reconeixement social, cultural i jurídic que regula la relació i convivència de dues persones del mateix sexe, amb iguals requisits i efectes que els existents per als matrimonis entre persones de diferent sexe. Els col·lectius de defensa dels drets dels homosexuals utilitzen sovint la forma «matrimoni igualitari» amb el sentit de matrimoni homosexual, per remarcar que l'acceptació del matrimoni entre persones del mateix sexe és una qüestió d'igualtat de drets civils.

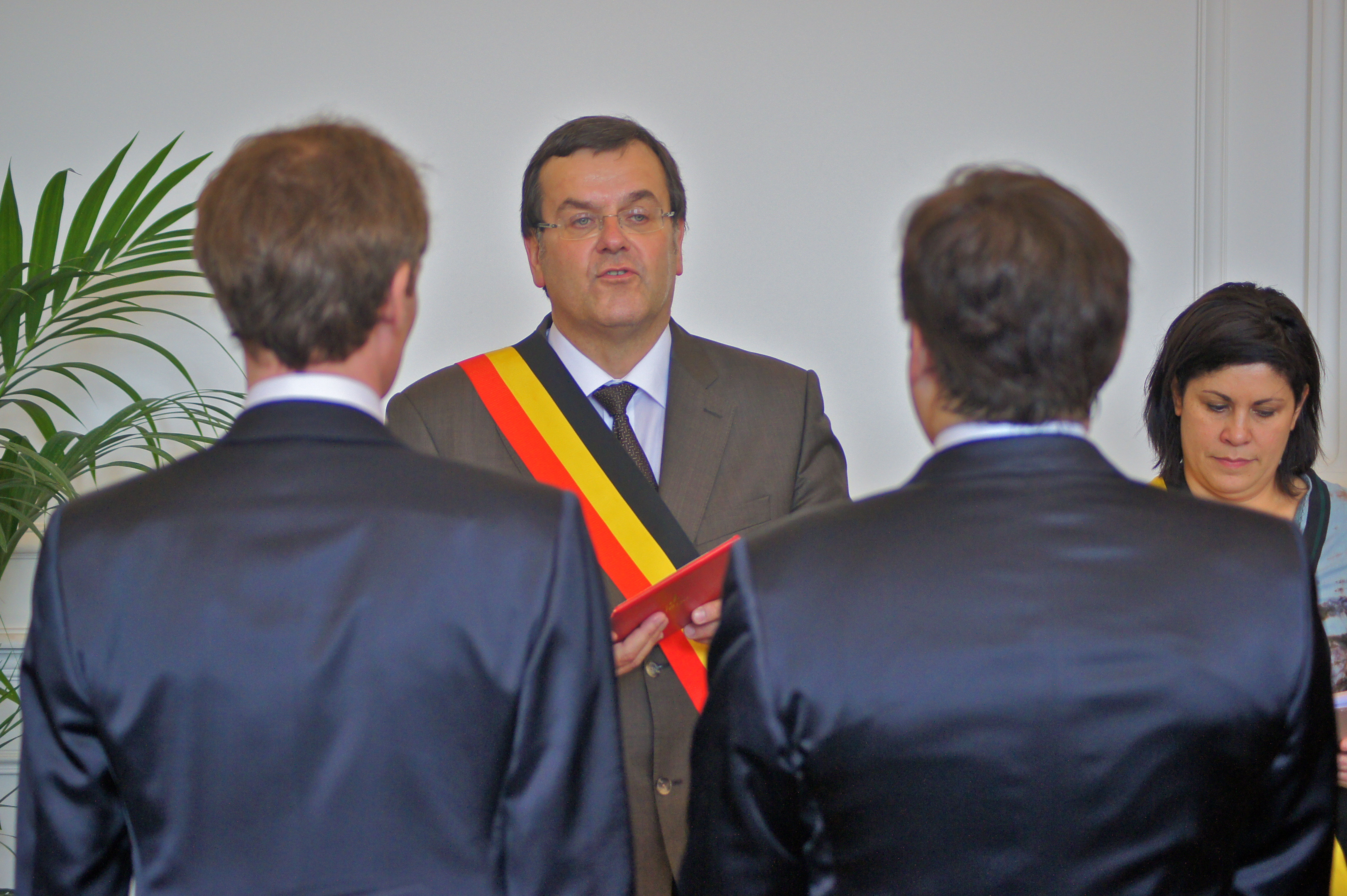
El burgmestre Willy Demeyer en celebrar un matrimoni a la casa de la vila La Violette a Lieja

Com a alternativa a aquesta institució, existeixen altres institucions civils, que difereixen segons la regió o el país, i amb diferents denominacions com ara "parelles de fet", "unions civils" o "concubinats", tot i que sovint són criticades pels moviments de defensa dels drets dels homosexuals per ser insuficients o discriminatoris.
Actualment, el matrimoni homosexual és totalment legal als següents 35 Estats:
- Països Baixos (des de 2001)
- Bèlgica (des de 2003)[3]
- Espanya (des de 2005)
- Canadà (des de 2005)
- Sud-àfrica (des de 2006)
- Noruega (des de 2009)[4]
- Suècia (des de 2009)
- Portugal (des de 2010)
- Islàndia (des de 2010)[5][6][7]
- Argentina (des de 2010)[8][9][10]
- Dinamarca (des de 2012)
- Uruguai (des de 2013)[11]
- Nova Zelanda (des de 2013)[12]
- França (des de 2013)[13][14]
- Brasil (des de 2013)[15]
- Regne Unit (des de 2014)[16]
- Luxemburg (des de 2015)
- Estats Units (des de 2015)
- Irlanda (des de 2015)
- Colòmbia (des de 2016)
- Finlàndia (des de 2017)
- Malta (des de 2017)
- Alemanya (des de 2017)[17]
- Austràlia (des de 2017)
- Àustria (des de 2019)
- Taiwan (des de 2019)[18]
- Equador (des de 2019)
- Costa Rica (des de 2020)[19]
- Suïssa (des de 2021)[20]
- Xile (des de 2021)[21]
- Eslovènia (des de 2022)[22]
- Cuba (des de 2022)
- Andorra (des de 2023)[23]
- Nepal (des de 2023)
- Estònia (des del 2024)[24]
- Grècia (des del 2024)[25]
- Liechtenstein (des del 2025)[26]
- Tailàndia (des del 2025)[27]

Tot i que els Països Baixos foren el primer Estat a legalitzar el matrimoni homosexual, Espanya fou el primer a reconèixer-ne tots els drets, incloent-hi el d'adopció, sota els mateixos termes i sota la mateixa llei. També va acordar-se el dret als funcionaris el dret a l'objecció de consciència i de refusar el servei si moralment no poden acceptar participar en l'acte.
El juny 2015, la Cort Suprema dels Estats Units va declarar, amb cinc vots contra quatre, que la llei de la defensa del matrimoni que limitava el matrimoni a persones de sexe diferent era una discriminació contrària a la Constitució.
El 2018 el Tribunal de Justícia Europeu va dictaminar una sentència permetent el dret de residència dels cònjuges de qualsevol ciutadà de la Unió Europea, incloent-hi els països on s'haja reconegut el matrimoni igualitari.